# Euploea reginae
Euploea reginae är en fjärilsart som beskrevs av Carpenter 1953. Euploea reginae ingår i släktet Euploea och familjen praktfjärilar. Inga underarter finns listade i Catalogue of Life.